# Molophilus (Molophilus) nocticolor
Molophilus (Molophilus) nocticolor is een tweevleugelige uit de familie steltmuggen (Limoniidae). De soort komt voor in het Palearctisch gebied.